# Ерохов, Иван Каллиникович
Иван Каллиникович Ерохов (1794 — не ранее 1837) — профессор Казанского университета.

## Биография
Родился в Москве 21 июня (2 июля) 1794 года. Происходил из военного звания.
В 1804—1811 годах учился в Московской университетской гимназии, затем — в Московском университете, курс которого окончил в 1816 году и был прикомандирован к московскому военному госпиталю. В 1822 году получил в Московском университете степень доктора медицины (утверждён 22 марта) и был назначен экстраординарным профессором по кафедрам фармации и скотолечения Казанского университета; 27 сентября 1824 года был избран ординарным профессором (утверждён 26 ноября). В 1824/1825 учебном году преподавал, кроме своих предметов, судебную медицину и медицинскую полицию, а в 1830—1832 годах — анатомию.
С 15 июля 1825 года по июнь 1829 года был деканом врачебного отделения.
Оставил службу в университете в 1837 году, при ведении нового университетского устава.